# Benzil hlorid
Benzil hlorid (α-hlorotoluen) je organsko jedinjenje sa formulom [[fenil|. Ova bezbojna tečnost je reaktivno organohloridno jedinjenje koje je u širokoj upotrebi kao hemijski gradivni blok.

## Priprema
Benzil hlorid se industrijski priprema putem fotohemijske reakcije u gasnoj fazi između toluena i hlora:
Na taj način, približno 100.000 tona se proizvede godišnje. Reakcija se odvija mehanizmom slobodnih radikala, pri čemu su intermedijari atomi hlora. Sporedni proizvodi reakcije su benzil hlorid i benzotrihlorid.
Postoje i drugi metodi, kao što je Blankova hlorometilacija benzena. Benzil hlorid je inicijalno bio pripreman tretiranjem benzil alkohola sa hlorovodoničnom kiselinom.

## Spoljašnje veze
- Internacionalna karta hemijske bezbednosti 0016
- Inicijalni izveštaj o proceni  Organizacije za ekonomsku saradnju i razvoj